# イジワルしないで 抱きしめてよ/初めてを経験中
「イジワルしないで 抱きしめてよ/初めてを経験中」（イジワルしないで だきしめてよ/はじめてをけいけんちゅう）は、2013年12月4日にアップフロントワークス（hachamaレーベル）から発売された、日本の女性アイドルグループ『Juice=Juice』のメジャー2枚目のCDシングルである。

## 背景
当シングルは、前作のメジャーデビューシングル「ロマンスの途中/私が言う前に抱きしめなきゃね(MEMORIAL EDIT)/五月雨美女がさ乱れる(MEMORIAL EDIT)」から3ヶ月ぶりのリリースとなる。また、Juice=Juiceにとって、メジャー2枚目で、インディーズから通算して5枚目のシングルである。

## 音楽性、歌詞

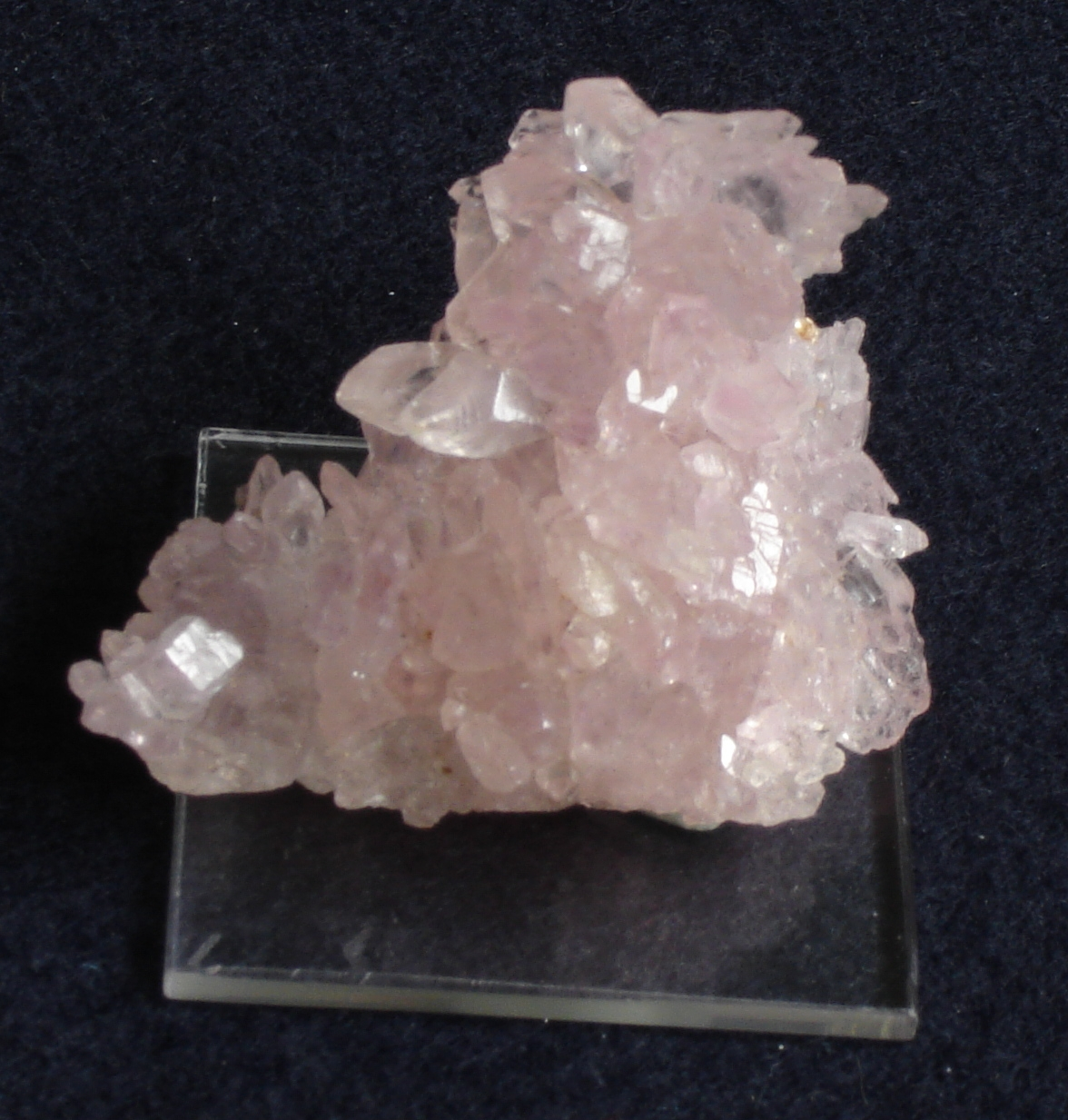
ブラジル産のローズクォーツ

「イジワルしないで 抱きしめてよ」は、音楽のジャンルとしてはハウスで、作詞・作曲のつんくは「ハウス色強めのダンスナンバー」と表現している。曲の雰囲気は、Juice=Juiceがデビューして以降の方向性に従った大人っぽいものとなっており、歌詞もそれに合わせ大人っぽいものである。そのような大人っぽい曲を若い新人アイドルグループであるJuice=Juiceが歌っていることについて、毎日新聞は「背伸びしながら歌うメンバー」と表現しており、dwango.jpは「このアンバランスさこそが、つんく♂プロデュースの持ち味だ」としている。また、この曲のキーワードは「美を象徴する」石のローズクオーツであり、「素直に愛して」という「女の子の本音」を表現しているとつんくは説明している。
「初めてを経験中」は、「イジワルしないで 抱きしめてよ」とは逆に、Juice=Juiceのメンバーの年齢相応の恋愛をテーマとした曲。音楽のジャンルとしてはロックであるが、つんくは「バリバリのロック」ではないとし、「なんとも言えない暖かみが」あると説明している。毎日新聞はメロディーについて「可愛らしい」と表現している。dwango.jpは当楽曲について「王道アイドルソング」と評価している。

## リリース
当CDは、2013年12月4日に両A面シングルとして発売された。初回生産限定盤A・同B・同C・同D・通常盤A・同Bの6タイプが発売されており、初回生産限定盤A・B・CにはDVDが付属している。また、初回生産限定盤A・B・C・Dにはイベント抽選シリアルナンバーカードが封入されており、スペシャルイベントへの応募が可能となっている。通常盤A・Bには、トレカサイズ生写真が封入されている。

## チャート成績
2013年12月16日付のオリコンCDシングル週間ランキングで、約3.9万枚を売り上げ4位となった。

## ミュージック・ビデオ
「イジワルしないで 抱きしめてよ」のミュージック・ビデオ(MV)は、ハロー!プロジェクトのYouTubeオリジナル番組『ハロ！ステ』#41（2013年11月13日公開）で初公開された。同MVは、メンバーの宮本佳林が足を骨折している時に撮影されたため、宮本に代わってモーニング娘。メンバーの石田亜佑美がダンスシーンの撮影に参加している。一方、ダンス以外のシーンにおいては、宮本が撮影に参加している。石田を代役に起用した理由としてつんくは、（石田は宮本と）「背格好が近い」と説明している。
「初めてを経験中」のミュージック・ビデオは、『ハロ！ステ』#39（2013年10月30日公開）で初公開された。同MVも、宮本が骨折している時に撮影されたため、ダンスシーンの撮影はされなかった。
その後、『ハロ！ステ』#43（2013年11月27日公開）で、宮本が撮影に参加している「イジワルしないで 抱きしめてよ」(KYAST Dance Shot Ver.)が公開された。『ハロ！ステ』#44（2013年12月4日公開）では、「初めてを経験中」(Dance Shot Ver.)が公開された。

## ライブ・パフォーマンス
10月12日、Juice=Juiceは熊本県のDRUM Be-9 V1で行われた「ナルチカ2013秋 Berryz工房×Juice=Juice」に参加し、2ndシングル（当シングル）の曲を初披露した。11月16日には、当シングルの発売記念ミニライブ＆握手会を三井アウトレットパーク 札幌北広島にて行い、「初めてを経験中」を初披露した。
11月28日、Juice=Juiceは日本武道館で行われた「モーニング娘。コンサートツアー2013秋 〜 CHANCE!〜」にオープニングアクトとゲストとして参加し、「初めてを経験中」「イジワルしないで 抱きしめてよ」を披露した。dwango.jpは、パフォーマンスについて肯定的に評価し、特に足首の負傷が癒えた宮本については「声量が上がった」としている。その理由については「足首負傷時に、椅子に座りながらのライブパフォーマンスが多かったことから、歌うことに集中でき、それが功を奏した」と推測している。また、同コンサートでは「ザ☆ピ〜ス!（updated）」「OK YEAH!」のパフォーマンスにも参加した。
発売日前日である12月3日、Juice=Juiceは池袋サンシャインシティの噴水広場で当シングルの発売記念イベントを行い、全5曲を披露した。噴水広場でイベントを行うのは、メジャーデビューを発表した時（6月13日）以来となる。同イベントは、まず「初めてを経験中」からスタートし、次にメジャーデビューシングルの曲が3曲披露された。その後、Juice=Juiceメンバーは、12月3日が「奇術の日」であることから、ステージ上でマジックを披露した。宮本はマジックを披露したことについて「初マジック！まさに初めてを経験中」と表現した。イベントは、Juice=Juiceが日本レコード大賞新人賞を受賞したことが発表されたのちに、最後に「イジワルしないで 抱きしめてよ」を披露し終了した。イベント終了後、メンバーの植村あかりは、日本レコード大賞の放送日が自身の誕生日である12月30日であることから、報道陣に日本レコード大賞の最優秀新人賞について話を振られ「あー。ほしい……かなっ（笑）」「誕生日は、どちらせよ楽しく過ごしたい」とコメントした。
発売日当日である4日にも、MEGAWEBで発売記念イベントを行い、東京スポーツがイベント＆新型ハリアー紹介プレゼンテーションの模様を報道した。
5日には、NHK総合の音楽番組『MUSIC JAPAN』に出演し、「イジワルしないで 抱きしめてよ」を披露した。同番組の収録は11月11日に行われ、2曲を披露した。これは、Juice=Juiceにとって初のMUSIC JAPAN出演であった。

## メディアでの使用
- イジワルしないで 抱きしめてよ - 文化放送で火曜 - 金曜に放送されている『SET UP!!』12月第4週のエンディングテーマ[31]

## シングル収録トラック
| #         | タイトル                                        | 作詞・作曲 | 編曲                              | 時間  |
| --------- | ----------------------------------------------- | ---------- | --------------------------------- | ----- |
| 1.        | 「イジワルしないで 抱きしめてよ」               | つんく     | 大久保薫                          | 4:03  |
| 2.        | 「初めてを経験中」                              | つんく     | AKIRA（ブラスアレンジ：鈴木俊介） | 4:16  |
| 3.        | 「イジワルしないで 抱きしめてよ(Instrumental)」 |            |                                   | 4:03  |
| 4.        | 「初めてを経験中(Instrumental)」                |            |                                   | 4:15  |
| 合計時間: | 合計時間:                                       | 合計時間:  | 合計時間:                         | 16:38 |

初回生産限定盤A付属DVD内容
1. イジワルしないで 抱きしめてよ(Music Video)
2. イジワルしないで 抱きしめてよ(Dance Shot Ver.)

初回生産限定盤B付属DVD内容
1. 初めてを経験中(Music Video)
2. 初めてを経験中(Group Shot Ver.)

初回生産限定盤C付属DVD内容
1. イジワルしないで 抱きしめてよ(Close-up Ver.)
2. 初めてを経験中(Close-up Ver.)
3. メイキング映像

## リリース日一覧
| 地域 | リリース日     | レーベル               | 規格                       | カタログ番号                  |
| ---- | -------------- | ---------------------- | -------------------------- | ----------------------------- |
| 日本 | 2013年11月27日 | -                      | 着うたフル（DAM★うたフル） | -                             |
| 日本 | 2013年12月4日  | UP-FRONT WORKS/hachama | マキシシングル+DVD         | HKCN-50324（初回生産限定盤A） |
| 日本 | 2013年12月4日  | UP-FRONT WORKS/hachama | マキシシングル+DVD         | HKCN-50326（初回生産限定盤B） |
| 日本 | 2013年12月4日  | UP-FRONT WORKS/hachama | マキシシングル+DVD         | HKCN-50328（初回生産限定盤C） |
| 日本 | 2013年12月4日  | UP-FRONT WORKS/hachama | マキシシングル             | HKCN-50330（初回生産限定盤D） |
| 日本 | 2013年12月4日  | UP-FRONT WORKS/hachama | マキシシングル             | HKCN-50331（通常盤A）         |
| 日本 | 2013年12月4日  | UP-FRONT WORKS/hachama | マキシシングル             | HKCN-50332（通常盤B）         |

## 参加メンバー
- 宮崎由加、金澤朋子、高木紗友希、宮本佳林、植村あかり

## カバー
イジワルしないで 抱きしめてよ
- 星井美希（長谷川明子） - アルバム『THE IDOLM@STER MASTER ARTIST 4』（2021年2月10日発売）に収録。